# Pío López Pozas
Pío López Pozas (Orihuela, 7 de abril de 1871 - Paracuellos de Jarama, 7 de noviembre de 1936) fue un teniente general laureado del Ejército español y último Jefe de la Casa Militar de Alfonso XIII, asesinado en las Matanzas de Paracuellos.

## Biografía
Hijo de un capitán de Infantería, ingresó en la Academia General Militar en agosto de 1888, siendo promovido al empleo de 2.º teniente de Infantería en marzo de 1892. Al año siguiente, fue destinado a las islas Filipinas, participando en numerosos combates contra los moros de Mindanao y obteniendo la Cruz Laureada de San Fernando, junto con el empleo de capitán por méritos de guerra.
Tras un año de licencia en España, en 1896 embarcó hacia la isla de Cuba, donde tomó parte en las operaciones que tuvieron lugar en la provincia de Matanzas. A lo largo de 1896 y 1897 participó en numerosos constantes combates contra los independentistas cubanos, siendo recompensado con cuatro Cruces rojas al Mérito Militar. Por su destacada intervención en los combates de Raíz de Jobo y Montes Prendes, los días 12 y 14 de septiembre de 1896 recibió en septiembre del año siguiente el ascenso a comandante. Durante 1898 recibió otras dos Cruces rojas al Mérito Militar como reconocimiento a su valor, continuando en operaciones hasta que, tras el fin de la Guerra Hispano-Norteamericana, abandonó la isla.
A su llegada a la Península recibió una nueva Cruz roja al Mérito Militar y una Cruz de María Cristina. Tras pasar por diversos destinos, en 1908 obtuvo el empleo teniente coronel, siendo poco después destinado al mando del 1.er Batallón del Regimiento de Wad Ras, con el que en agosto de 1909 se trasladó a Marruecos, combatiendo en el Barranco del Lobo, Tahuima, Nador y Beni bu Ifrur, ganando en estas acciones dos Cruces rojas al Mérito Militar. En mayo de 1910 embarcó hacia España para hacerse cargo de la Mayoría de su Regimiento, cargo en el que cesaría un año después al confiarle el mando del Batallón de Cazadores de Madrid.
En 1913 volvió a luchar en Marruecos, obteniendo el 11 de junio el ascenso a coronel por sus méritos en la toma de Laucien, donde resultó herido. Más tarde fue promovido al empleo de general de brigada, haciéndose cargo a continuación del Gobierno Militar de Segovia. En julio de 1922 fue ascendido a general de división, ejerciendo, sucesivamente, diversos mandos y cargos: gobernador militar de Tenerife, La Coruña y Madrid, y jefe de las divisiones 15.ª y 1.ª.
Se le concedió el empleo de teniente general en 1927 y fue puesto al frente de la Capitanía General de la 6.ª Región Militar, haciéndose cargo tres años después de la Jefatura de la Casa Militar de Su Majestad el Rey y de la Comandancia General de Alabarderos, cargo en el que cesó al llegar la Segunda República, pasando a la situación de disponible, en la que se encontraba al estallar la Guerra Civil. En ese momento era uno de los tres tenientes generales del Ejército Español, primero en el escalafón. Poco después de iniciado el conflicto, fue encarcelado y fusilado en Paracuellos de Jarama por milicianos del Frente Popular, junto a su yerno, el capitán de Artillería Enrique Rodríguez Almeida.
En la actualidad llevan su nombre, la calle General López Pozas en Madrid y la calle López Pozas en Orihuela su localidad natal. Como curiosidad, su Cruz Laureada de San Fernando la porta la imagen de la Virgen de Monserrate, patrona de Orihuela.